# Rafael Ángel Pérez
 Juan Rafael Angel Pérez Cordoba  (3 de julho de 1946) é um fundista costarriquenho.

## Carreira
Rafael Ángel Pérez venceu a Corrida Internacional de São Silvestre, em 1974. Competiu na maratona olímpica de Munique 1968 e provas de meio fundo em 1968 e 1972.
Ele estabeleceu bateu o recorde mundial da meia-maratona em 1976.